# 厚生労働問題研究会
財団法人 厚生労働問題研究会（こうせいろうどうもんだいけんきゅうかい）は、厚生労働省大臣官房総務課広報室所管の財団法人で1966年（昭和41年）に設立された。事業仕分けにおいて、行政と密接な関係にあると認められる主要な80法人に該当し、2009年(平成21年)3月末をもって解散となった。

## 概要
- 所在：東京都新宿区西早稲田2-2-8　全国心身障害児福祉財団ビル3Ｆ
- 理事長：坂本龍彦
- 常務理事：渡辺貞美

## 事業
1. 公衆衛生・社会福祉及び社会保障並びに労働条件
2. 労働者の働く環境の整備及び職業の確保に関する調査研究
3. 機関誌及び調査研究の成果の周知に必要な各種の図書
4. パンフレット等の発行